# Джорджина Паркс
Джорджина Паркс (англ. Georgina Parkes, 30 травня 1965) — австралійська плавчиня.
Учасниця Олімпійських Ігор 1980, 1984 років.
Призерка Чемпіонату світу з водних видів спорту 1982 року.
Призерка Пантихоокеанського чемпіонату з плавання 1985 року.
Переможниця Ігор Співдружності 1986 року, призерка 1982 року.